# Доганшехир
Доганшехир (тур. Doğanşehir) — город и район в провинции Малатья (Турция).